# Mesopotam

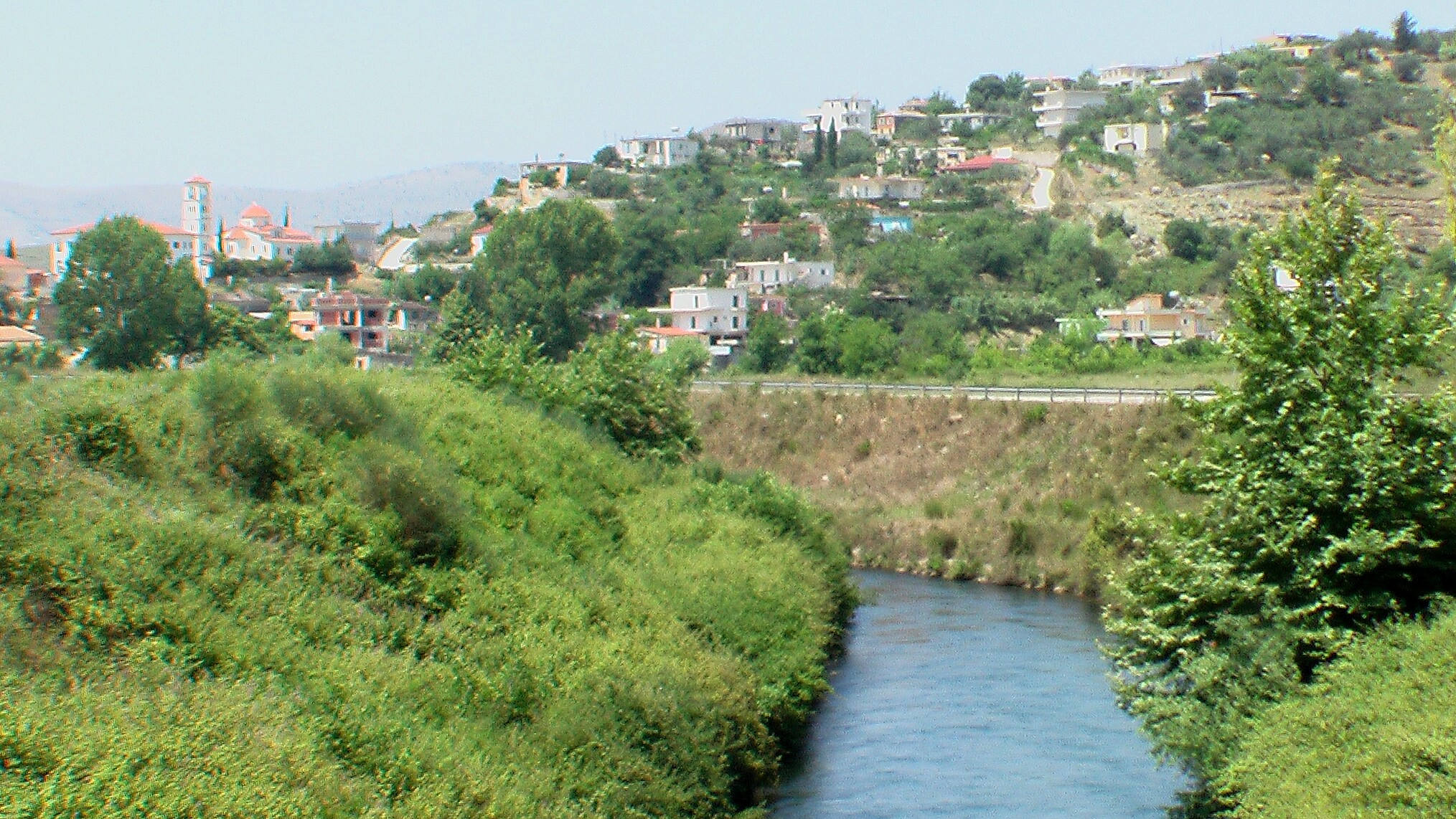

Mesopotam là một xã trong quận Delvinë thuộc hạt Vlorë, Albania. Dân số năm 2005 là 1318 người.